# Albrecht von Roon
Albrecht Theodor Emil Graf von Roon (Pleushagen, 30 de abril de 1803 — Berlim, 23 de fevereiro de 1879) foi um militar e político prussiano. Albrecht von Roon junto com Otto von Bismarck e Helmuth von Moltke foi uma das figuras mais importantes do governo prussiano durante a década de 1860, quando a Alemanha foi unificada sob a liderança prussiana.

## Educação
Roon nasceu em Pleushagen, próximo a Kolberg, hoje Kołobrzeg na voivodia da Pomerânia Ocidental. Sua família era origem flamenga e havia se estabelecido na Pomerânia. Seu pai, oficial do exército prussiano, morreu na pobreza durante a ocupação francesa e o jovem Roon cresceu em circunstâncias difíceis num país devastado pela guerra de libertação.
Roon entrou para o corpo de cadetes de Culm em 1816, a partir do qual partiu para a escola militar de Berlim em 1818 e em janeiro de 1821 recebeu o comando do 14º regimento aquartelado em Stargard. Passou três anos no curso superior na Escola Geral de Guerra de Berlim, posteriormente chamada de Academia de Guerra Prussiana. Em 1826 foi transferido para o 15º regimento em Minden, mas foi designado instrutor na escola de cadetes militares de Berlim no mesmo ano, onde dedicou-se principalmente à geografia militar.
Em 1832 Roon publicou uma de suas obras mais conhecidas; "Princípios da geografia física, nacional e política", em três volumes, a qual garantiu-lhe uma grande reputação e vendeu mais de 40 000 cópias em poucos anos de publicação. Suas obras subseqüentes foram "Elementos da Geografia" (1834), "Geografia militar da Europa" (1837) e "A Península Ibérica" (1839).

## Carreira militar
Em 1832 Roon retornou ao seu regimento e posteriormente juntou-se ao quartel-general do destacamento de observação do general Karl von Müffling em Krefeld, ocasião em que Roon se deu conta da ineficiência do exército prussiano. Em 1833 ele foi indicado ao Escritório Topográfico de Berlim e em 1835 entrou para o estado-maior, sendo promovido a capitão no ano seguinte e depois instrutor na academia militar de Berlim. Foi promovido a major em 1842 e incorporado ao comando do corpo-de-exército VII, época em que Roon começa a planejar métodos de reforma para exército. Dois anos depois foi tutor do Príncipe Frederico Carlos e acompanhou-o na Universidade de Bonn e em suas viagens pela Europa. Foi indicado ao comando do corpo-de-exército XIII em Koblenz no ano de 1848. Serviu o príncipe Guilherme no mesmo ano, quando reprimiu a revolta de Baden, sendo condecorado com a 3ª classe da Ordem da Águia Vermelha. Roon também aproveitou seu contato com o príncipe para lhe  mostrar seus planos de reformas. No ano de 1850 vem a revelação da desorganização militar que acaba por levar à assinatura do tratado de Olmütz.

## Reforma do exército

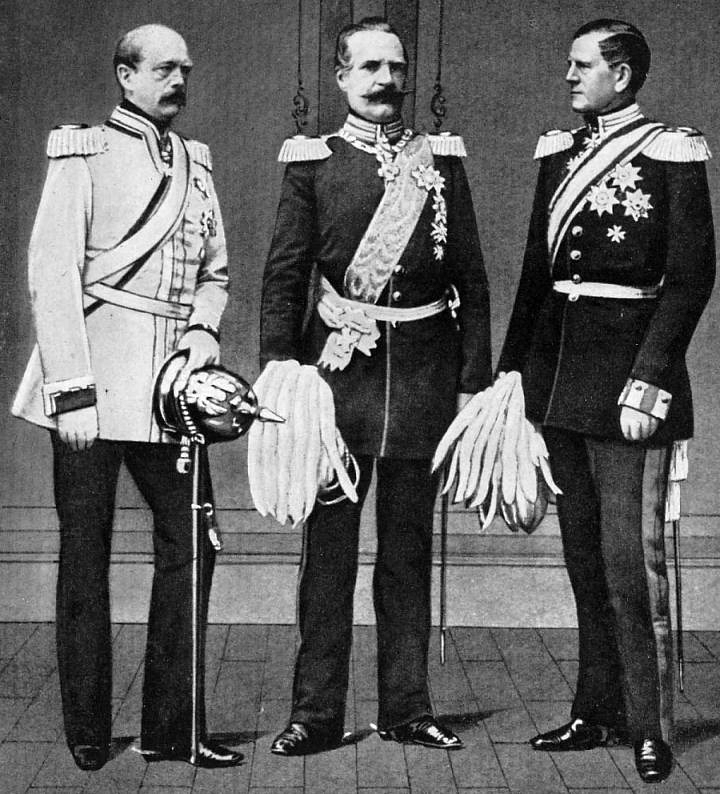
Otto von Bismarck, Roon e Helmuth von Moltke. Os três líderes da Prússia em 1860

Desde 1850 Roon ocupou vários postos de comando e foi designado a várias missões importantes. O príncipe Guilherme tornou-se regente em 1857 e dois anos depois indicou Room à comissão de reorganização do exército. Com o apoio de Edwin von Manteuffel e do novo chefe do estado-maior prussiano, Helmuth von Moltke, Roon pôde considerar seus planos adotados. Seu objetivo era criar uma nação militarizada, para estender o sistema de Gerhard von Scharnhorst e adaptá-lo às alterações da Prússia. Para alcançá-lo ele propôs um serviço universal de três anos e um reserva (Landwehr), para a defesa do país quando o exército estivesse em combate. Ao final da guerra sardo-austríaca (1859), Roon sucedeu Eduard von Bonin como ministro da guerra e dois anos depois o ministério da marinha também estava sob seu controle. Sua proposta de reorganização recebeu forte oposição. Após anos de disputas e com o forte apoio de Otto von Bismarck e de Moltke a sua reforma prevaleceu.

## Herói nacional
Depois do êxito na Segunda guerra do Schleswig em 1864, Roon passou do homem mais odiado para o mais popular da Prússia.
No começo da Guerra Austro-prussiana Roon foi promovido a general-de-infantaria e participou na vitória decisiva na batalha de Königgrätz sob o comando de Moltke. Recebeu a Ordem da Águia Negra em Nikolsburg, a caminho de Viena. Seu sistema militar foi adotado após 1866 por toda a Confederação da Alemanha do Norte e nos anos seguintes foi copiado por toda a Europa continental.
Durante a Guerra Franco-Prussiana Roon estava junto do rei Guilherme I. A guerra resultou num grande sucesso para Prússia, devendo grande parte de seu triunfo às contribuições de Roon. Foi nomeado conde em Versalhes em 19 de janeiro de 1871, logo após Moltke. Em dezembro de 1831 ele sucedeu Bismarck como primeiro-ministro, mas seu estado de saúde obrigou-o a deixar o cargo. Foi promovido a general-marechal de campo em 1 de janeiro de 1873.

## Honrarias
- Ordem da Águia Negra
- Ordem da Águia Vermelha

## Obras
- 3 volumes: 1832, 1839-1844 -  "Grundzüge der Erd-, Völker- und Staatenkunde".
- 1834 - "Die Anfangsgründe der Erd-, Völker- und Staatenkunde".
- 1837 - "Militärische Länderbeschreibung von Europa".
- 1839 - "Die iberische Halbinsel".